# (554099) 2012 KU50
(554099) 2012 KU50 est un objet transneptunien précédemment classé comme centaure, mais devrait probablement être en résonnance 5:8 avec Neptune.

## Caractéristiques
(554099) 2012 KU50 mesure environ 240 km de diamètre.

## Satellite
Le 27 novembre 2021, Colin Orion Chandler, Chadwick A. Trujillo, William M. Grundy et Jay K. Kueny annoncent la découverte, sur des images prises par Lori Allen, David Herrera et David James entre le 23 et le 25 avril 2014 dans le cadre du DECam NEO Survey, que (554099) 2012 KU50 est un système binaire. La séparation angulaire moyenne était de 1,37 seconde d'arc, indiquant une séparation d'au moins 30 000 kilomètres entre les deux composantes et donc un demi-grand axe d'au moins 15 000 kilomètres pour leur orbite mutuelle.